# 文化的ムスリム
文化的ムスリムとは自己をムスリムとして認識するが、主に文化的な面でイスラムの慣習の一部を実行する人々の事（ただし、信仰心が無いという意味ではない）を指し、文化的ムスリムは欧州や北東アジアの移民二世以降の世代やトルコやアルバニアなどの東欧諸国、インドネシア、バングラデシュなど、それほど宗教生活に厳格ではない国家。他に中央アジア・インド・中華人民共和国自治区などに多いとされる。

## 文化的ムスリムの特徴
以下に挙げるのはあくまで傾向であり、必ずしも個人個人の考えとは一致しない。
- 政教分離原則や信教の自由を擁護する傾向が強い。
- 非イスラム教徒との結婚や改宗に対して絶対的な忌避感を持たないことが多い。
- イスラムの慣習でも豚肉食の禁止や禁酒など不合理なものなどは無視することがある。但し豚肉食の禁止は比較的守られているとされる。イスラームでは豚肉以外の獣肉であってもイスラームの専門の方法で屠られた物しか食べてはいけない事となっているが、豚肉以外なら、出所のはっきりしない肉であっても食べることが多い。
- 宗教的ムスリムと違い、必ずしも同性愛者を穢れた存在と捉えない。
- 性的自由に対して寛大な傾向が強い。
- スカーフ着用などに拘泥しない。着用する場合もエスニックファッションとして捉えることが多い。
- イードなどのイスラム的行事やイスラム的な名称の保持などには積極的である。
- サラート（礼拝）に関して必ずしも熱心ではない。